# Physicum (Tartu)
Pour les articles homonymes, voir Physicum.
Le Physicum (en estonien : Füüsikum) est un bâtiment de l’université de Tartu en Estonie.

## Présentation
Le Physicum est un bâtiment abritant l'Institut de Physique de l'Université de Tartu.
La première pierre de l'édifice a été posée le 4 octobre 2012.
Le bâtiment a ouvert ses portes le 25 août 2014.
Le bâtiment a été conçu par les architectes Ott Kadarik, Mihkel Tüür et Villem Tomiste du cabinet d'architectes Kadarik Tüür Arhitektid OÜ.
L'édifice a été construit par Astlanda Ehitus OÜ.
La superficie du bâtiment de physique est de 12 700 m2.
La galerie d'art Physicum est installée dans le bâtiment depuis septembre 2014.
Une station météorologique fonctionne sur le toit du bâtiment.

## Galerie

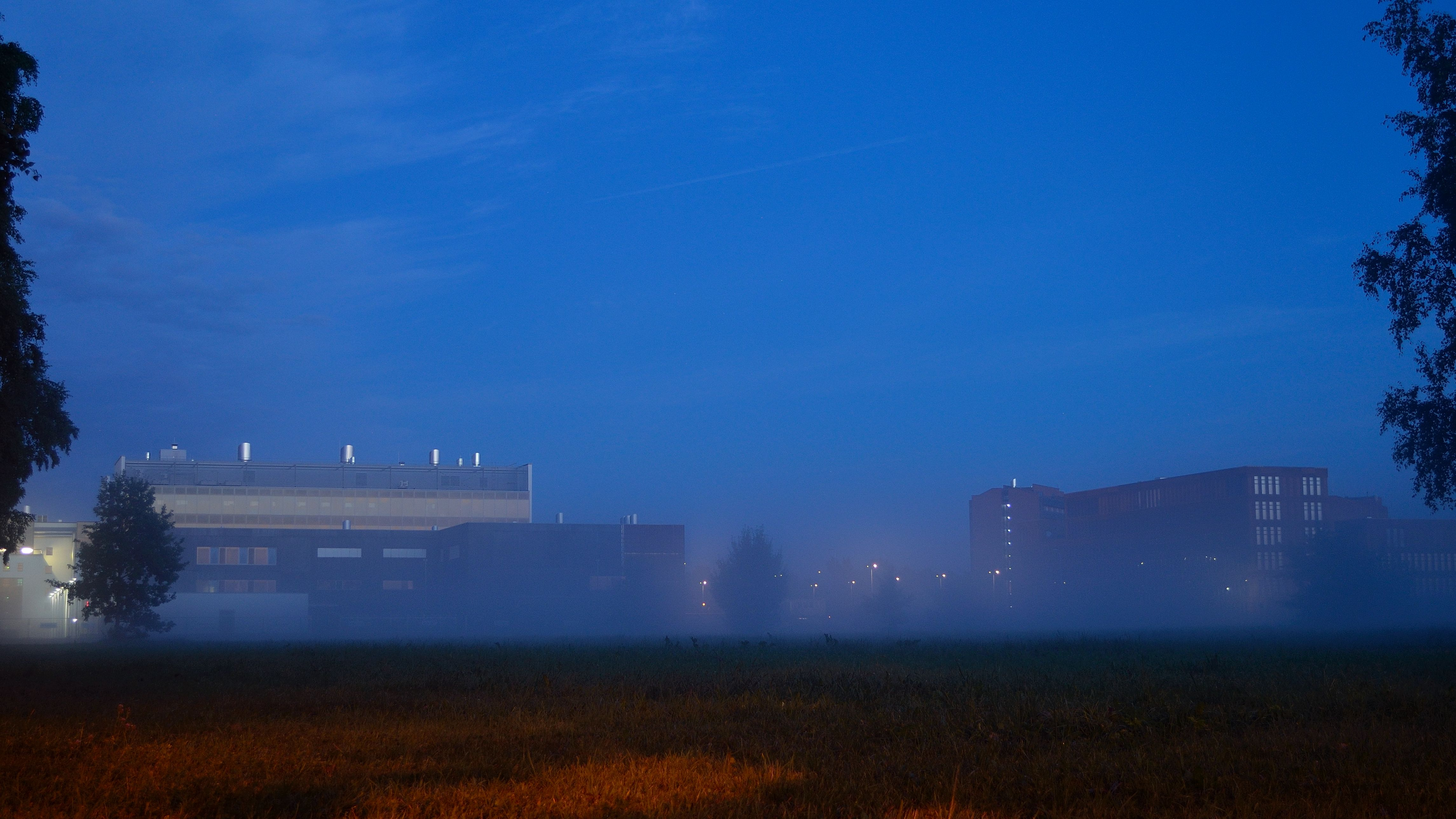
Chemicum et Physicum.